# Tenes
Tenes oder Tennes (altgriechisch Τέννης Ténnēs) ist in der griechischen Mythologie ein Held von der Insel Tenedos in der Ägäis, deren Namen von ihm als eponymem Heros hergeleitet wurde.
Er war entweder der Sohn von Apollon oder des Königs Kyknos von Kolonai (in der Region Troas) und von Prokleia, Tochter oder Enkelin von Laomedon. Kyknos’ zweite Frau Philonome, Tochter des Tragasos oder Kragasos, beschuldigte Tenes fälschlicherweise, sie vergewaltigt zu haben. Sie benannte den Flötenspieler Eumolpos als Zeugen, der die Tat bestätigte. Kyknos glaubte ihr und versuchte Tenes und dessen Schwester Hemithea zu töten. Er setzte beide in eine Truhe, die er im Meer aussetzte. Die Truhe erreichte die Küste der Insel Leukophrys, die später in Tenedos umbenannt wurde. Beide überlebten. Die Einwohner der Insel ernannten Tenes zum König. Kyknos erfuhr später die Wahrheit und steinigte Eumolpos. Er begrub Philonome bei lebendigem Leibe und versuchte sich mit seinen Kindern zu versöhnen. Zu der Frage, ob Tenes diese Entschuldigung akzeptierte, gibt es unterschiedliche Versionen. Nach einer Version wies Tenes die Entschuldigung zurück und nahm, als Kyknos’ Schiff in Tenedos anlegte, eine Axt und zerschlug die Landungsbrücken.
Nach einer anderen Version vergab Tenes seinem Vater und kämpfte mit diesem gegen die Griechen, die im Zuge des Trojanischen Krieges auf Tenedos zu landen versuchten.
Übereinstimmend wurde er von Achilleus getötet. Achills Mutter Thetis hatte ihren Sohn vorher gewarnt, dass Tenes’ Tod vom Sonnengott Apollo gerächt werden würde, was später auch geschah.
Tenes’ Schwester Hemithea starb kurz nach ihrem Bruder. Achilleus versuchte, sie zu vergewaltigen, sie floh und wurde von der Erde verschluckt. Tenes wurde auf Tenedos als göttlich verehrt. Diodor berichtet, dass die Einwohner der Insel ihm ein Heiligtum errichteten. In diesem durfte nicht Flöte gespielt oder der Name Achilleus erwähnt werden.
Kurz nach dem Ende des Trojanischen Krieges erlaubte Agamemnon trojanischen Kriegsgefangenen, nördlich von Mykene eine Stadt zu bauen. Die Stadt wurde Tenea genannt, zu Ehren des Tenes. Pausanias lieferte eine Beschreibung von Tenea.

## Stammbaum
|       |       |       |       |          |          | Kalyke.  | Kalyke.  | Kalyke.  | Kalyke.  | Kalyke.  | Kalyke.  |          |          |          |          |          |          | Poseidon | Poseidon | Poseidon | Poseidon | Poseidon | Poseidon |
|       |       |       |       |          |          | Kalyke.  | Kalyke.  | Kalyke.  | Kalyke.  | Kalyke.  | Kalyke.  |          |          |          |          |          |          | Poseidon | Poseidon | Poseidon | Poseidon | Poseidon | Poseidon |
|       |       |       |       |          |          |          |          |          |          |          |          |          |          |          |          |          |          |          |          |          |          |          |          |
|       |       |       |       | Prokleia | Prokleia | Prokleia | Prokleia | Prokleia | Prokleia |          |          | Kyknos * | Kyknos * | Kyknos * | Kyknos * | Kyknos * | Kyknos * |          |          |          |          |          |          |
|       |       |       |       | Prokleia | Prokleia | Prokleia | Prokleia | Prokleia | Prokleia |          |          | Kyknos * | Kyknos * | Kyknos * | Kyknos * | Kyknos * | Kyknos * |          |          |          |          |          |          |
|       |       |       |       |          |          |          |          |          |          |          |          |          |          |          |          |          |          |          |          |          |          |          |          |
|       |       |       |       |          |          |          |          |          |          |          |          |          |          |          |          |          |          |          |          |          |          |          |          |
| Tenes | Tenes | Tenes | Tenes | Tenes    | Tenes    |          |          | Hemithea | Hemithea | Hemithea | Hemithea | Hemithea | Hemithea |          |          |          |          |          |          |          |          |          |          |